# Yun Hyu
Yun Hyu (1617-1680; Hanja:尹鑴, Hangul:윤휴), foi um acadêmico, poeta, artista, oficial e primeiro ministro da dinastia Joseon da Coreia. ele foi um membro da Facção Sul(南人, 남인), e um seguidor de Yi Won-ik ou Yi Mingu. Yu nasceu em Gyungju, na província de Gyeongsang do Norte, de uma família yangban do clã Namwon Yun.

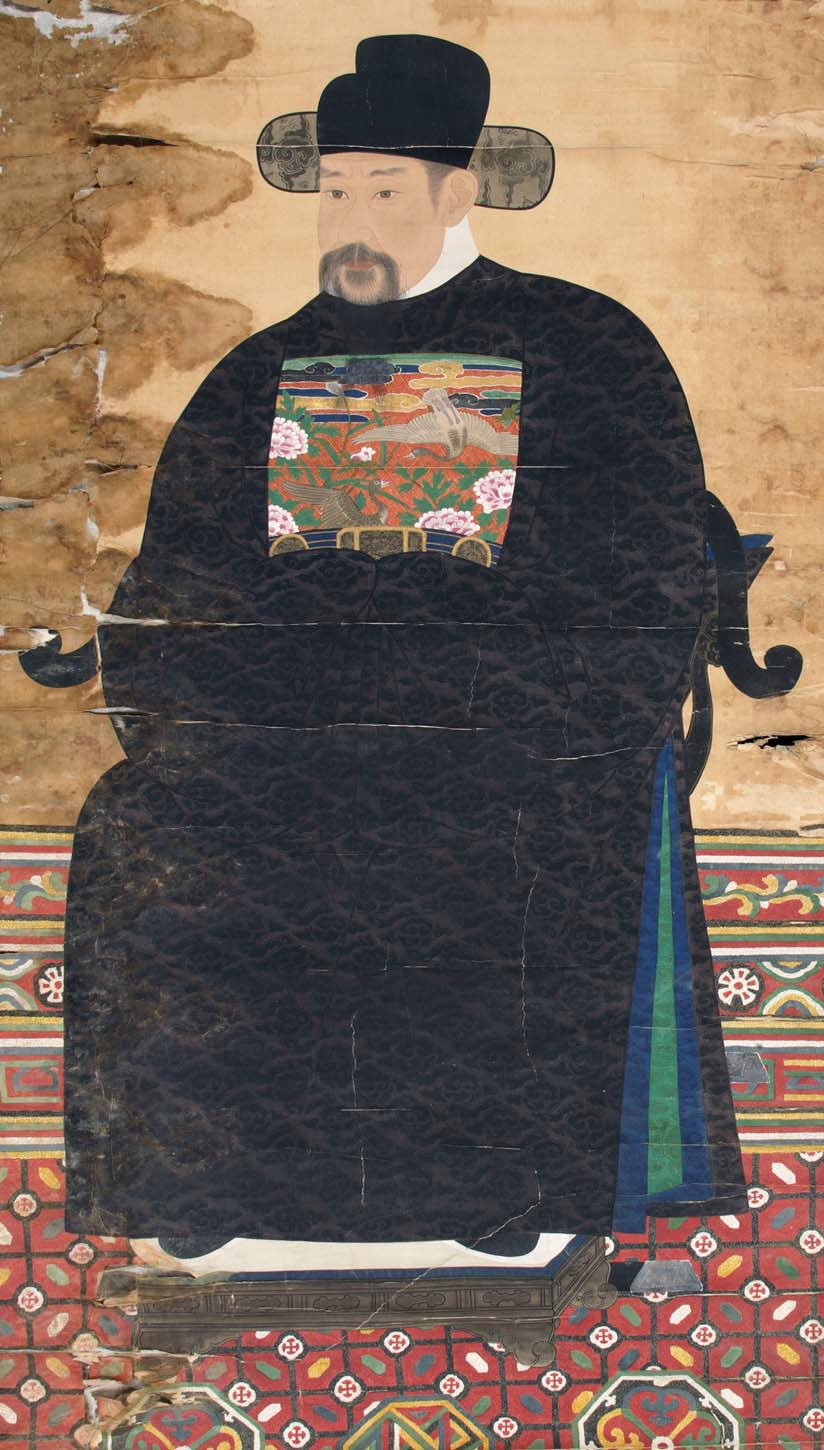
Yun Hyu